# Khovd (province)
L'aïmag de Khovd (en mongol bichig : ᠬᠣᠪᠳᠤᠠᠶᠢᠮᠠᠭ ; mongol cyrillique : Ховд аймаг ; translittération : Khovd aimag, parfois écrit Hovd) est un des vingt et un aïmag (provinces) de Mongolie. Il est situé dans l'ouest du pays, sur la partie orientale du massif de l'Altaï. Sa capitale est Khovd.

## Généralités
L'aïmag de Khovd est un important producteur de pastèques, de viande et de produits laitiers. 
Il est peuplé de diverses ethnies, avec seize différentes tribus représentées. La population compte une minorité kazakhe qui parle à la fois le kazakh et le mongol.

## Démographie
Parmi les tribus du Khovd, on peut citer les Altain Uriankhai (mongol : Алтайн Урианхай), Dörbets (Дөрвөд), Zakhchin (Захчин), Kazakhs (Казах), Myangad (Мянгад), Ööld (Өөлд), Torgut (Торгууд), Khalkhas (Халх) et les Qoshots (Хошууд).

## Tourisme
Le gros du tourisme en Mongolie se concentre dans un corridor central autour de la capitale Oulan-Bator. Rares sont les touristes qui s'aventurent jusqu'à cet aïmag. Le Khovd reste donc une terre sauvage, à réserver aux amoureux de nature, qui peuvent y admirer le Jargalant Khairkhan.

## Climat
Le Khovd est célèbre pour ses écarts météorologiques: il peut y faire 40 °C (40 °C) comme −30 °C (−30 °C). Le climat est très sec, et les précipitations sont comparables avec celles de Phoenix (Arizona).

## Transport
Dans les vallées, le réseau de pistes poussiéreuses peut être traversé à des vitesses proches des 80 km/h dans de bonnes conditions. Toutefois, dès que l'on voyage à travers les montagnes ou près du lac Khar-Us (Khar Us Nuur), la moyenne chute considérablement. La plupart des gens qui s'aventurent en dehors de la ville de Khovd disposent d'un véhicule équipé de quatre roues motrices, ou optent pour la moto.
La marche reste le moyen de transport de prédilection à Khovd, mais on y croise quelques taxis. Malgré l'importance de la population, on rencontre relativement peu de véhicules. Le prix de l'essence est très élevé par rapport au revenu moyen.
Khovd est situé à environ 1 580 km d'Oulan-Bator, soit à trois heures d'avion ou trois jours en véhicule tout-terrain à travers le désert, la steppe et la montagne.

## À remarquer
Le centre-ville compte de plus en plus de constructions nouvelles. Un projet de barrage hydroélectrique est en cours, qui devrait fournir de l'électricité aux trois aïmags les plus à l'ouest du pays (Uvs, Bayan-Ölgiy, et Hovd). La réalisation de ce projet est très attendue par les habitants, car aujourd'hui la ville de Khovd, qui dépend de la Russie pour son approvisionnement en électricité, est sujette à des coupures de courant lorsque le budget est dépassé.
Le marché principal de la ville est intéressant à visiter. Il sert aussi de gare routière, où divers véhicules embarquent des passagers pour de longs voyages à travers la campagne. La place centrale et le musée d'histoire sont aussi populaires.
A la rentrée des classes, en septembre, Khovd fourmille de collégiens, de lycéens et d'étudiants. Durant l'été, ils repartent à la campagne dans leurs familles et la ville retrouve un rythme plus calme.

## Subdivision administrative
- Altay
- Bulgan
- Buyant
- Chandmani
- Darvi
- Dörgön
- Duut
- Erdenebüren
- Khovd
- Mankhan

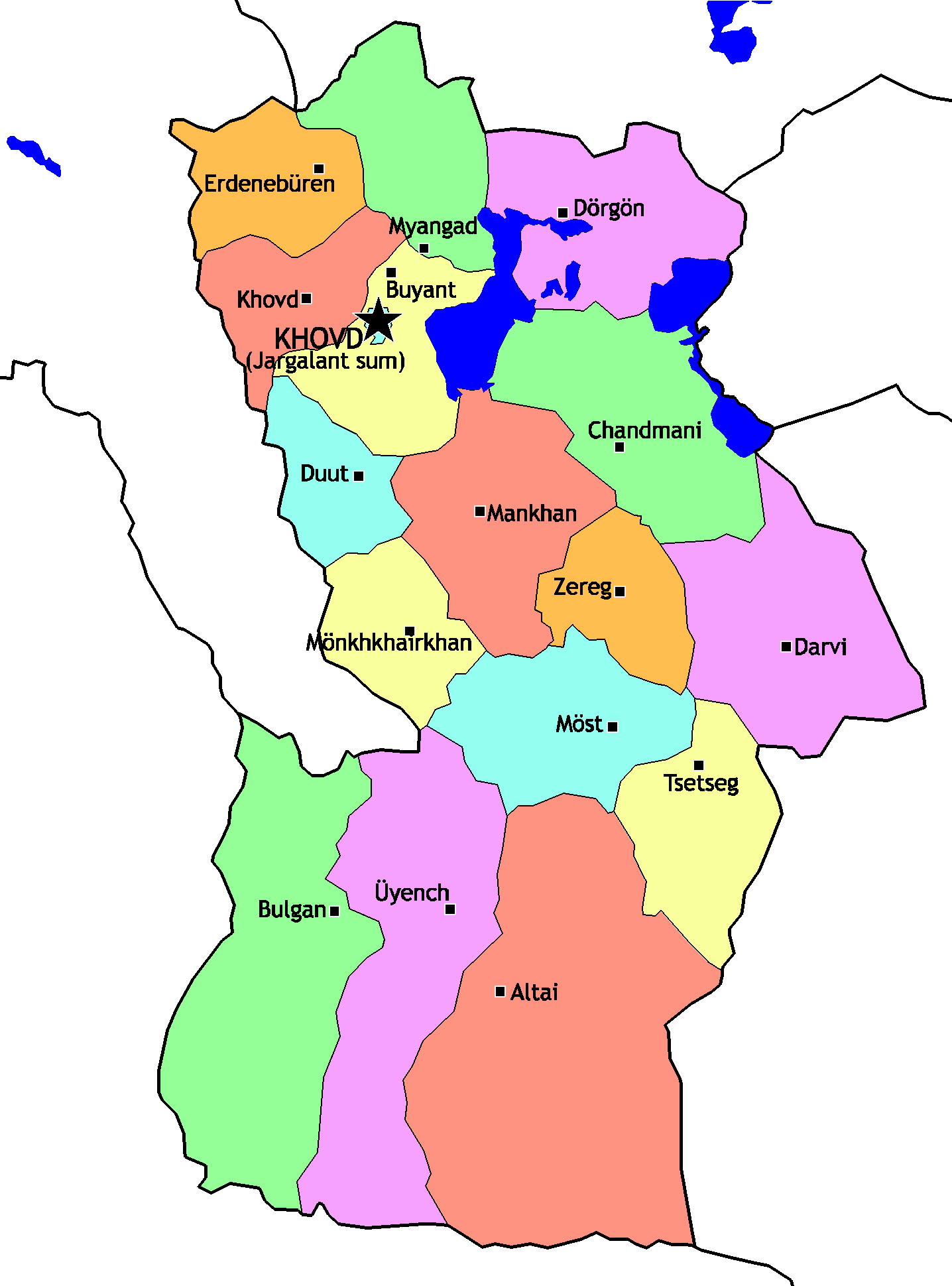
Sums de Hovd

- Mönkhkhairkhan (ou Mönkhkhayrkhan)
- Möst
- Myangad
- Tsetseg
- Üyench
- Zereg